# Diocese de San Isidro
A Diocese de San Isidro (em latim: Diœcesis Sancti Isidori) é uma diocese localizada na cidade de San Isidro pertencente á Arquidiocese de Buenos Aires na Argentina. Foi fundada em 11 de fevereiro de 1957 pelo Papa Pio XII.

## Lista de bispos
A seguir uma lista de bispos desde a criação da diocese. 
|                 | Nome                          | Período    | Notas                                 |
| Bispos          | Bispos                        | Bispos     | Bispos                                |
| --------------- | ----------------------------- | ---------- | ------------------------------------- |
| 4º              | Guillermo Eduardo Caride      | 2024-      |                                       |
| 3º              | Óscar Vicente Ojea Quintana   | 2011-2024  |                                       |
| 2º              | Alcides Jorge Pedro Casaretto | 1985-2011  |                                       |
| 1º              | Antonio María Aguirre         | 1957-1985  |                                       |
| Bispo-coadjutor |                               |            |                                       |
|                 | Guillermo Eduardo Caride      | 2024       | sucedeu                               |
|                 | Óscar Vicente Ojea Quintana   | 2009-2011  |                                       |
|                 | Alcides Jorge Pedro Casaretto | 1983-1985  |                                       |
| Bispo-auxiliar  |                               |            |                                       |
|                 | Raúl Pizarro                  | 2020-atual |                                       |
|                 | Guillermo Eduardo Caride      | 2018-2024  | Nomeado bispo coadjutor nesta diocese |
|                 | Martín Fassi                  | 2014-2020  | Nomeado Bispo de San Martín           |
|                 | Justo Oscar Laguna            | 1975-1980  | Nomeado Bispo de Morón                |